# بني يقطون مغراوة (باب بودير)
بني يقطون مغراوة هي إحدى مشيخات المملكة المغربية، تتبع جغرافيا لإقليم تازة وإداريًا لباب بودير. يقدر عدد سكانها بـ 7267 نسمة حسب الإحصاء الرسمي للسكان والسكنى لسنة 2004.